# Wjatscheslaw Michailowitsch Kunajew
Wjatscheslaw Michailowitsch Kunajew (russisch Вячеслав Михайлович Кунаев; * 23. Dezember 1976 in Leningrad) ist ein früherer russischer Biathlet, der kurzzeitig auch für Belarus gestartet war.
Wjatscheslaw Kunajew ist Soldat und startete für den Armeesportclub St. Petersburg. Er lebt und trainiert in seinem Geburtsort St. Petersburg, wo er von 1999 bis 2002 an der Staatlichen Universität für Körperkultur Sankt Petersburg studierte. Er begann 1990 mit dem Biathlonsport. Seinen internationalen Durchbruch hatte er in der Saison 1998/99. In Oberhof bestritt er mit einem Sprint sein erstes Weltcuprennen und wurde 34. eines Sprints. Mit Sergei Roschkow, Wladimir Dratschow und Wiktor Maigurow wurde er zudem mit der russischen Staffel hinter der deutschen Staffel Zweiter. In Antholz gewann er als 19. eines Sprints erstmals Weltcuppunkte. Im darauf basierenden Verfolgungsrennen verbesserte sich der Russe auf den achten Platz und erreichte damit sein erstes und einziges Ergebnis unter den besten Zehn in einem reinen Weltcuprennen. Damit verdiente er sich eine Nominierung für das Weltmeisterschaftseinzel am Holmenkollen in Oslo, das dorthin wegen schlechtem Wetter vom eigentlichen WM-Ort Lahti verlegt wurde. Mit einem sechsten Platz schaffte Kunajew dort sein bestes internationales Ergebnis. Im Verlauf der folgenden Saison kam er mit Roschkow, Dratschow und Pawel Rostowzew nochmals in einem Staffelrennen auf einen zweiten Platz. Nachdem er in den Saisonen 1998/99 und 1999/2000 – über beide Saisonen verteilt hatte er all seine Einsätze einzig 1999 – zum Einsatz gekommen war, wechselte er danach zum belarussischen Verband. Hier kam er 2000/01 nochmals zu zwei Weltcupeinsätzen ohne nennenswerte Resultate zu erreichen.

## Bilanz im Biathlon-Weltcup
Die Tabelle zeigt alle Platzierungen (je nach Austragungsjahr einschließlich Olympische Spiele und Weltmeisterschaften).
- 1.–3. Platz: Anzahl der Podiumsplatzierungen
- Top 10: Anzahl der Platzierungen unter den ersten zehn (einschließlich Podium)
- Punkteränge: Anzahl der Platzierungen innerhalb der Punkteränge (einschließlich Podium und Top 10)
- Starts: Anzahl gelaufener Rennen in der jeweiligen Disziplin

| Platzierung | Einzel | Sprint | Verfolgung | Massenstart | Team | Staffel | Gesamt |
| ----------- | ------ | ------ | ---------- | ----------- | ---- | ------- | ------ |
| 1. Platz    |        |        |            |             |      |         |        |
| 2. Platz    |        |        |            |             |      | 2       | 2      |
| 3. Platz    |        |        |            |             |      |         |        |
| Top 10      | 1      |        | 1          |             |      | 2       | 4      |
| Punkteränge | 1      | 2      | 1          |             |      | 2       | 6      |
| Starts      | 3      | 7      | 7          |             |      | 2       | 19     |